# Groupe Poliet
Le groupe Poliet, à l'origine dénommé Poliet & Chausson, fut de 1901 à 1998 une entreprise française productrice et distributrice de matériaux de construction. Elle fut rachetée par le groupe Saint-Gobain en 1996. 

## Histoire

### Création et premières années
En 1901, Léon Chausson (1863-1933), Jules Poliet (1858-1917) et Paul Lapareillé fondent les Établissements Poliet & Chausson, spécialisés dans la production de chaux, de ciment et de plâtre. Cette société anonyme succède à deux précédentes sociétés : "Perin, Poliet & Chausson" (1899) et "Poliet, Bailliot & Villevieillle" (1888) qui elles-mêmes avaient repris les actifs de "Léonard Picardeau & Cie", à Beffes (Cher). Léon Chausson en prend la direction, quand Jules Poliet exerce principalement un rôle de soutien financier,. Léon Chausson est un homme entreprenant, suivant de très près la marche des usines et des dépôts, veillant lui-même à l'exécution de ses instructions et connaissant un grand nombre d'ouvriers et d'employés. L'entreprise développe un important négoce de matériaux de construction ainsi que ses propres fabrications. A  ses débuts, elle est implantée à Beffes (Cher) et en région parisienne. L'exploitation du plâtre débute dès 1899 à Gagny et Gournay-sur-Marne. Une usine expérimentale de plâtre est construite à Livry-Gargan. En 1903, s'ajoute la plâtrière de Mareuil-lès-Meaux puis l'usine de Chelles en 1910. 
Durant la Première Guerre mondiale, l'entreprise rachète les usines et les dépôts qu’elle louait à ses débuts et accroît ses capacités de production. En 1917, Poliet & Chausson construit une grande usine à Gargenville, spécialisée dans la fabrication de ciment, qui lui permet de profiter de la reconstruction après l'armistice. 

### Ascension et déclin dans l'entre-deux guerres
La société connait une forte croissance après la Première Guerre mondiale. Dans le plâtre, elle absorbe la société des Plâtrières Réunies du Bassin de Paris et exploite ainsi cinq  plâtrières supplémentaires dont celle de Vaujours qui sera entièrement modernisée en 1930. En 1925, Poliet & Chausson installe dans ses usines à plâtre de nouveaux fours rotatifs à marche continue qui révolutionnent la fabrication du plâtre. C'est l'occasion de normaliser les produits avec le dépôt des marques "Cygne" pour le plâtre de moulage et "Paris" pour le plâtre de construction. En 1930, la production atteint 1,7 million de tonnes de ciment qui prend la première place devant la chaux (263 000 tonnes) et le plâtre (374 000 tonnes). L'entreprise compte alors 40 unités de production, un réseau de distribution national et une flotte de 250 péniches. 
Avec la crise économique mondiale qui touche la France à partir de 1931, la sous-consommation, la surproduction et la guerre des prix conduisent à un ralentissement de la construction. L'entreprise est au bord de la faillite quand son fondateur Léon Chausson se résout à en céder le contrôle à la Banque Lazard. À la mort de Léon Chausson le 11 juin 1933, Paul Frantzen (1880-1935) est nommé président auquel succède Daniel Serruys (1875-1950) en 1935. La société se redresse progressivement tout en étant marquée par les troubles sociaux des années d’avant-guerre et du Front populaire. La Seconde Guerre Mondiale et la reddition de la France mettent un terme provisoire à l’activité de la société. L'Allemagne nazie occupant la France, la banque Lazard dont les dirigeants sont juifs se retire et cède sa participation à une autre banque d'affaires, la Banque de l'Union parisienne. Henri Chausson (1895-1960) fils du fondateur devient président, avant d'être frappé d'indignité nationale à la Libération pour avoir composé avec les forces d'occupation qui opèrent une mainmise sur le ciment dont ils ont besoin pour la construction du Mur de l'Atlantique.

### Après la guerre
Henri Chausson est remplacé à la présidence en 1946 par son beau-frère Raoul Kern (1894-1976) qui l'est lui-même en 1948 par Pierre Gillet (1879-1965). Poliet & Chausson retrouve son niveau de production d'avant guerre dès 1946. Cette même année, à l'instigation du Ministère de l'Urbanisme et de la Reconstruction, Poliet & Chausson, Lambert Frères & Cie et les Plâtrières modernes de Grozon participent à la création de la société Placoplatre, destinée à développer de la plaque de plâtre en France dans le cadre de la reconstruction du pays. En 1954, la prise de contrôle de l’entreprise par un nouveau groupe financier constitué de  la Compagnie Générale Industrielle pour la France et l’Étranger (5,67 %) et de la Banque de Paris et des Pays-Bas (4,26%), auquel s'ajoutent deux de des concurrents avec les Ciments Lafarge (5,23 %) et Lambert Frères & Cie (4,26 %), témoigne du rôle grandissant de l’actionnariat dans la gestion de l’entreprise. Pierre Peltier (1901-1977) en est le président de 1959 à 1968. En 1968, la Banque de Paris et des Pays-Bas devient l'actionnaire majoritaire avec Louis Monteilhet comme président qui s'emploie à une complète restructuration interne dont la cession définitive de son activité cimentière. 
Dans les années 1970, Poliet & Chausson se recentre sur la vente de matériaux de construction. En 1971, elle est devenue une holding et s'appelle désormais Poliet. Ses activités industrielles et commerciales sont confiées à des filiales dont pour le plâtre, la GIPP (Générale Industrielle de Plâtres et de Préfabrication) qui en 1974 fusionne avec la SAMC (Société Anonyme de Matériel de Construction). 
En 1995, le groupe revendique 30 % de part de marché dans la production et 12 % dans le négoce des matériaux de construction. Il est racheté par le groupe Saint-Gobain à Paribas en 1996. 

## Filiales
Le groupe Poliet possédait les industriels Société des Ciments Français (fabrication de ciment), SAMC (fabrication de plâtre), Weber et Broutin (fabricant d'enduits de façades, de mortiers, colles à carrelage, agrégats d'argile expansé), l'enseigne Lapeyre et fut à l'origine de l'enseigne Point.P créée en 1979 pour unifier l'image de son réseau de négoces de matériaux. 